# Bělotín
Bělotín (en allemand : Bölten) est une commune du district de Přerov, dans la région d'Olomouc, en République tchèque. Sa population s'élevait à 1 854 habitants en 2025.

## Géographie
Bělotín se trouve à 15 km à l'ouest de Nový Jičín, à 30 km au nord-est de Přerov, à 41 km à l'est d'Olomouc, à 42 km au sud-ouest d'Ostrava et à 248 km à l'est-sud-est de Prague.
La commune est limitée par Jindřichov et Odry au nord, par Vražné et Jeseník nad Odrou à l'est, par Polom, Špičky et Černotín au sud, et par Hranice et Střítež nad Ludinou à l'ouest.

## Histoire
La première mention écrite du village date de 1201.

## Administration
La commune se compose de quatre sections :
- Bělotín
- Kunčice
- Lučice
- Nejdek

## Transports
La commune est traversée par l'autoroute D1 (Prague – Ostrava) et desservie par la sortie  311, qui est également le point de départ de l'autoroute D48 vers Český Těšín et la frontière polonaise.

## Source
- (cs) Cet article est partiellement ou en totalité issu de l’article de Wikipédia en tchèque intitulé « Bělotín » (voir la liste des auteurs).